# Sentōin, Hakenshimasu!
Sentōin, Hakenshimasu! (戦闘員、派遣します！?  lit. ¡Los combatientes serán desplegados!), también conocida en inglés como Combatants Will Be Dispatched!, es una serie de novelas ligeras japonesas escritas por Natsume Akatsuki, autor de KonoSuba! e ilustradas por  Kakao Lanthanum. Kadokawa Shoten ha publicado seis volúmenes desde el 1 de noviembre de 2017 bajo su sello Kadokawa Sneaker Bunko. Una adaptación al manga con arte de Masaaki Kiasa ha sido serializada en la revista Gekkan Comic Alive de Media Factory desde marzo de 2018 y recopilada en cuatro volúmenes tankōbon. Una adaptación a serie de anime de J.C.Staff se estrenó el 4 de abril de 2021.

## Sinopsis
La Sociedad Secreta Kisaragi tiene una misión: ¡dominar el mundo! Afirman ser una organización malvada, pero su científico es excéntrico, sus generales femeninas usan poca ropa, ¡y están sorprendentemente preocupadas por el destino del mundo! No.6 es un combatiente de Kisaragi, lo que significa que su cuerpo ha sido reconstruido para ser el más fuerte y obedecer las órdenes de los generales. ¿Su última misión? Hacer el reconocimiento de un planeta alienígena desconocido junto con su nueva compañera, la androide inexpresiva Alice. Allí, se encuentra con una caballero tetona … ¿montando un unicornio? ¡Así comienza su hilarante invasión de un mundo mágico de fantasía!

## Personajes
Combatiente № 6 (戦闘員六号 Sentōin Roku-gō?)
 Seiyū: Yūsuke Shirai
Un ser humano mejorado de la sociedad secreta Kisaragi que busca una promoción y la mejora de las condiciones de trabajo. Aunque es un pervertido excéntrico, es uno de los agentes más efectivos en la organización.
Alice Kisaragi (アリス＝キサラギ Arisu Kisaragi?)
 Seiyū: Miyu Tomita
Una androide inexpresiva creada por la sociedad secreta Kisaragi, descrita a sí misma como una «androide de alto rendimiento tipo chica hermosa».
Snow (スノウ Sunō?)
 Seiyū: Sayaka Kikuchi
Una excomandante de la Guardia Real del reino de Grace, huérfana de un barrio pobre que trabajó duro para obtener el puesto. Le encanta el dinero y al principio está muy enojada con N.º 6 por haberla degradado.
Rose (ロゼ Roze?)
 Seiyū: Natsumi Murakami
Es una quimera cuya habilidad es obtener las capacidades de las bestias mágicas que consume.
Grimm (グリム Gurimu?)
 Seiyū: Minami Takahashi
Una arzobispo que sirve a Zenarith, una antigua deidad malvada. Su habilidad puede volverla a la vida.

## Medios

### Novela ligera
El primer volumen de novela ligera fue publicado el 1 de noviembre de 2017 por Kadokawa Shoten bajo su sello Kadokawa Sneaker Bunko. Hasta marzo de 2020 se habían publicado cinco volúmenes.

#### Lista de volúmenes
| Núm. | Fecha de publicación    | ISBN                   |
| ---- | ----------------------- | ---------------------- |
| 1    | 1 de noviembre de 2017  | ISBN 978-4-04-106110-7 |
| 2    | 1 de mayo de 2018       | ISBN 978-4-04-106112-1 |
| 3    | 1 de abril de 2019      | ISBN 978-4-04-107556-2 |
| 4    | 1 de septiembre de 2019 | ISBN 978-4-04-107557-9 |
| 5    | 1 de enero de 2020      | ISBN 978-4-04-108974-3 |
| 6    | 1 de agosto de 2020     | ISBN 978-4-04-109537-9 |
| 7    | 1 de junio de 2022      | ISBN 978-4-04-109538-6 |

## Manga
La adaptación al manga fue lanzada por Masaaki Kiasa en la revista Gekkan Comic Alive el 27 de marzo de 2018. Los capítulos individuales han sido recopilados y publicados en formato tankōbon por Media Factory desde agosto de 2018.

#### Lista de volúmenes
| Núm. | Fecha de publicación     | ISBN                   |
| ---- | ------------------------ | ---------------------- |
| 1    | 23 de agosto de 2018     | ISBN 978-4-04-065045-6 |
| 2    | 23 de marzo de 2019      | ISBN 978-4-04-065494-2 |
| 3    | 20 de septiembre de 2019 | ISBN 978-4-04-064027-3 |
| 4    | 23 de marzo de 2020      | ISBN 978-4-04-064500-1 |
| 5    | 23 de septiembre de 2020 | ISBN 978-4-04-064893-4 |
| 6    | 23 de marzo de 2021      | ISBN 978-4-04-680305-4 |
| 7    | 22 de septiembre de 2021 | ISBN 978-4-04-680734-2 |
| 8    | 23 de marzo de 2022      | ISBN 978-4-04-681224-7 |
| 9    | 21 de octubre de 2022    | ISBN 978-4-04-681767-9 |
| 10   | 23 de marzo de 2023      | ISBN 978-4-04-682244-4 |
| 11   | 22 de noviembre de 2023  | ISBN 978-4-04-682839-2 |

### Anime
La adaptación a serie de anime fue anunciada durante una conmemoración de transmisión en vivo por el primer aniversario del sitio web la novelas ligeras de Kadokawa, «Kimirano», el 15 de marzo de 2020. La serie está animada por J.C.Staff y se estrenó en abril de 2021. Hiroaki Akagi dirige la serie, con Yukie Sugawara a cargo de los guiones de la serie, Sōta Suwa diseñando los personajes y Masato Kōda componiendo la música de la serie. Funimation coprodujo la serie y la transmitió en su sitio web en América del Norte y las islas británicas, en Europa a través de Wakanim, y en Australia y Nueva Zelanda a través de AnimeLab. Tras la adquisición de Crunchyroll por parte de Sony, la serie se trasladó a Crunchyroll obteniendo la licencia de la serie fuera de Asia. Muse Communication obtuvo la licencia de la serie en el sudeste asiático y el sur de Asia, y la transmitió en su canal de YouTube Muse Asia y Bilibili. Miku Itō interpreta el tema de apertura de la serie "No.6," y Miyu Tomita, Sayaka Kikuchi, Natsumi Murakami, además de  Minami Takahashi interpretán el tema de cierre de la serie "Home Sweet Home" como sus respectivos personajes.